# Wilhelmina Iwanowska
Wilhelmina Iwanowska (* 2. September 1905 in Vilnius; † 16. Mai 1999 in Toruń) war eine polnische Mathematikerin, Astronomin und Hochschullehrerin. Sie wurde 1946 zur ersten Professorin für Astrophysik in Polen ernannt und stellte eine neue Entfernungsskala im Universum auf. Sie war 1945 eine der Mitbegründerinnen der Nikolaus-Kopernikus-Universität Toruń und der Sternwarte der Nikolaus-Kopernikus-Universität in Piwnice (Piwnitz) bei Toruń.

## Leben und Werk
Iwanowska war die dritte Tochter des Mechanikers Jan Iwanowska und der Näherin Konstancja geb. Wasilewscy. Sie besuchte ab 1914 das russische Gymnasium in Vilnius, von 1915 bis 1916 nach Kriegsausbruch eine russische Schule in Kineschma und erhielt 1923 das Abitur an der Schule der Schwestern von der Heiligen Familie von Nazareth in Vilnius. Sie studierte von 1923 bis 1929 an der Stefan-Batory-Universität und erwarb 1929 einen Magister-Abschluss in Mathematik mit einer Arbeit auf dem Gebiet der Theorie analytischer Funktionen. Noch während des Studiums forschte sie 1926 bei dem Astronomen Władysław Dziewulski an der Sternwarte der Universität.

## Forschung am Observatorium Stockholm
Sie promovierte 1933 an der Stefan-Batory-Universität in Astronomie und absolvierte mit einem Jahresstipendium des nationalen Kulturfonds 1934/1935 ein Postdoktorandenpraktikum an dem neuen Observatorium Stockholm in Saltsjöbaden unter der Leitung des Physikers Göran Lindblad. Sie erhielt die Aufgabe, nach Kriterien des Spektraltyps und der absoluten Helligkeit von Sternen zu suchen, den gelbe Überriesen, damals Pseudo-Cepheiden genannt. Das Beobachtungsmaterial für diese Arbeit gewann sie sowohl mit einer Prismenkamera als auch mit einem großen Teleskop mit Spektrographen. Sie fand einige spektrale Kriterien für Pseudo-Cepheiden und die Arbeit wurde 1936 im Stockholms Observatorium Annaler veröffentlicht.
Sie kehrte in späteren Jahren noch mehrmals an das Observatorium Stockholm zurück, 1938 zum Kongress der Internationalen Astronomischen Union, nach dem Krieg 1947 und 1956 für Forschungen und Beobachtungen und 1964 für einen wissenschaftlichen Kongress.

## Zeit während und nach dem Zweiten Weltkrieg
Iwanowska habilitierte 1937 und erhielt den akademischen Titel einer außerordentlichen Professorin und die Venia Legendi, das Recht und die Pflicht, mindestens 2 Stunden pro Woche an einer Hochschule zu unterrichten. Gleichzeitig forschte sie weiter an der Sternwarte der Universität.
Der Septemberfeldzug 1939 endete für Vilnius mit dem Einmarsch sowjetischer Truppen in der Nacht vom 17. auf den 18. September 1939 und die Stefan-Batory-Universität musste zum 15. Dezember 1939 schließen. Von diesem Tag an übernahmen litauische Professoren aus Kaunas das Eigentum der Universität und einzelner Abteilungen. Die Mitarbeiter der Sternwarte durften bis zum 1. Oktober 1940 als Privatpersonen die Einrichtungen der Sternwarte nutzen. Im Sommer 1941 marschierten die deutschen Truppen ein, und im Sommer 1944 wurde Vilnius nach mehreren Wochen andauernden Kämpfen und Luftangriffen erneut von der sowjetischen Armee erobert. Nach Kriegsende begann der Umsiedlungsprozess der Polen in die Volksrepublik Polen innerhalb der neuen Grenzen. Nach ursprünglicher Annahme der damaligen Behörden der Volksrepublik Polen sollte das Universitätspersonal als Etappenort nach Łódź und von dort je nach Bedarf an verschiedene polnische Universitäten transportiert werden. Einige der Professoren machten daraufhin eine Erkundungsreise nach Danzig und Toruń.

### Mitbegründerin der Nikolaus-Kopernikus-Universität in Toruń und der Sternwarte der Nikolaus-Kopernikus-Universität

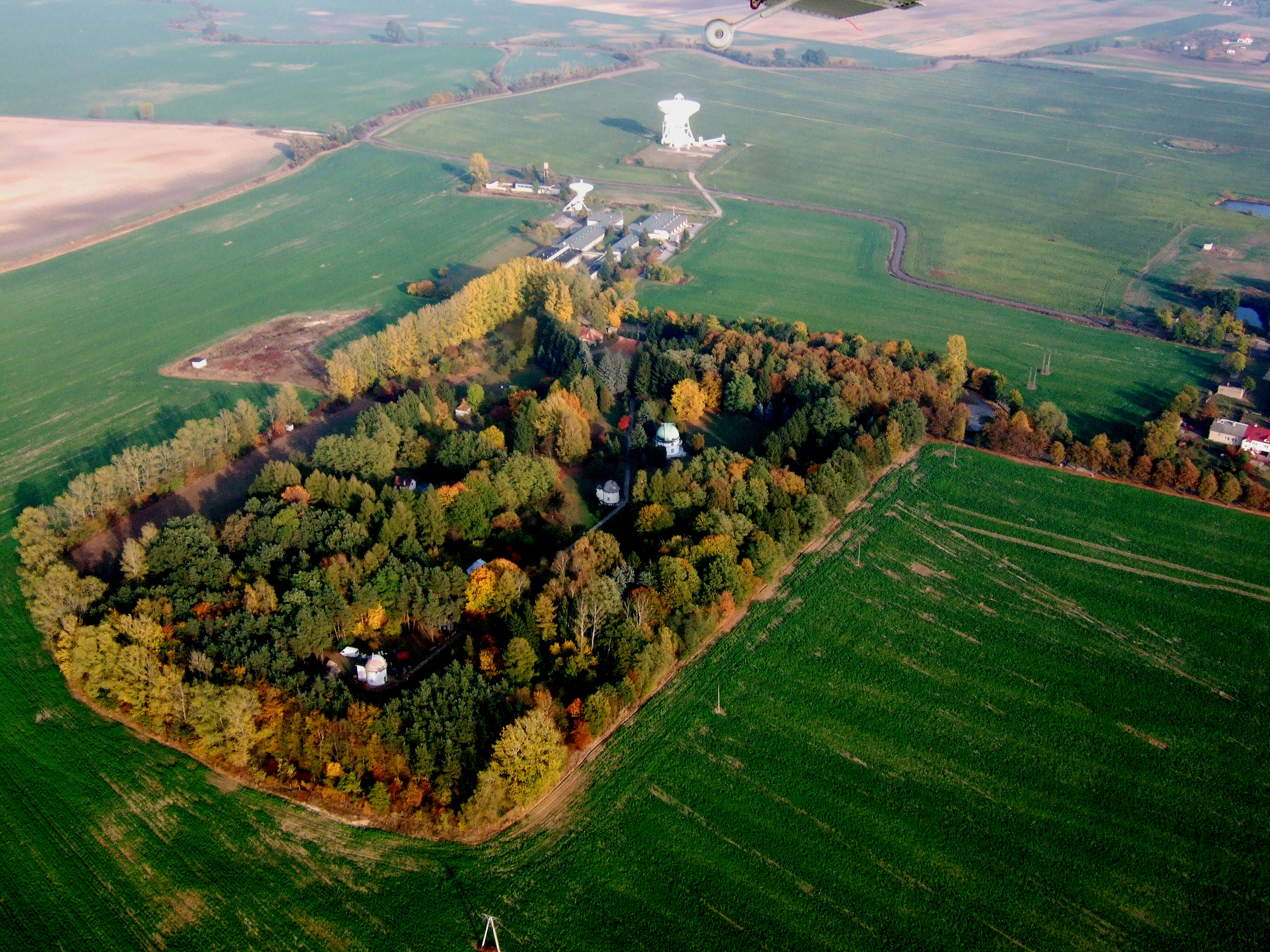
Luftbild der Sternwarte in Piwnice bei Torun in Polen, 2005

Neben Iwanowska kamen Dziewulski und Stanisław Szeligowski nach Toruń, wobei Szeligowski bald nach Breslau übersiedelte. Es wurden die Abteilungen Astronomie und Astrophysik eingerichtet und am 8. Oktober 1945 erhielt Iwanawska die Ernennung des Rektors zur außerordentlichen Professorin an der Abteilung für Astrophysik. Am 3. Dezember 1945 begann sie mit den Vorlesungen über Astrophysik, wobei weder Bücher noch Werkzeuge oder Materialien vorhanden waren. In der Stadtbibliothek fand sie mehrere astronomische Publikationen aus der Kriegszeit. Sie verbrachte einige Wochen in der Bibliothek der Sternwarte Posen bei Józef Witkowski, der auf die Position des Direktors der Sternwarte Posen zurückgekehrt war, und sie bekam Geschenke in Form der wichtigsten Kataloge und astronomischen Atlanten. Sie erhielt von Szczeniowski, der die Fakultät für Physik in Poznań übernommen hatte, ein Zeiss-Objektiv mit einem Durchmesser von 13 cm mit Zubehör.
Sie kontaktierte Lindblad, der sich an amerikanische Observatorien mit der Bitte wandte, ein Teleskop zu leihen. Harlow Shapley, Direktor des Harvard Observatory in den USA, erklärte sich bereit, einen 20-cm-Draper-Astrografen mit Objektivprisma aus dem Jahr 1891 auszuleihen, der mit Zubehör im Juni 1947 in Toruń ankam. Als Ort für das zukünftige Observatorium entschied sich Iwanowska für einen Standort auf dem Landgut Piwnice, 12 km vom Stadtzentrum entfernt. Die Kuppel für dieses Gebäude wurde von Toruńs mechanischer Fabrik Eng gebaut und im Juli 1949 begannen die ersten Beobachtungen.
Von 1952 bis 1976 war sie Direktorin des Piwnice-Observatoriums der Nikolaus-Kopernikus-Universität. Dank ihrer Bemühungen wurde 1994 das Radioteleskop Piwnice installiert, ein Radioteleskop mit einem Antennendurchmesser von 32 Metern.

Iwanowska veröffentlichte viele Arbeiten in Astrophysik und Sternastronomie. Ihre wissenschaftlichen Interessen konzentrierten sich auf die Bereiche Photometrie und Spektroskopie sowie die Struktur unserer Galaxie. Sie untersuchte die Probleme der Galaxie und Sternpopulationen in Bezug auf ihre chemische Struktur und die Entwicklung unserer Galaxie. In den Jahren von 1934 bis 1946 führte sie einen der ersten Tests der Cepheid-Pulsationstheorie durch, 1950 entdeckte sie Unterschiede in der chemischen Zusammensetzung von Sternen verschiedener Populationen, 1952 lieferte sie Argumente, die auf die Notwendigkeit hindeuteten, die Entfernungsskala zu ändern, und führte statistische Untersuchungen von Sternpopulationen durch. Ihre Hauptinteressen in den 1960er Jahren waren Sternpopulationen und die chemische Entwicklung unserer Galaxie.

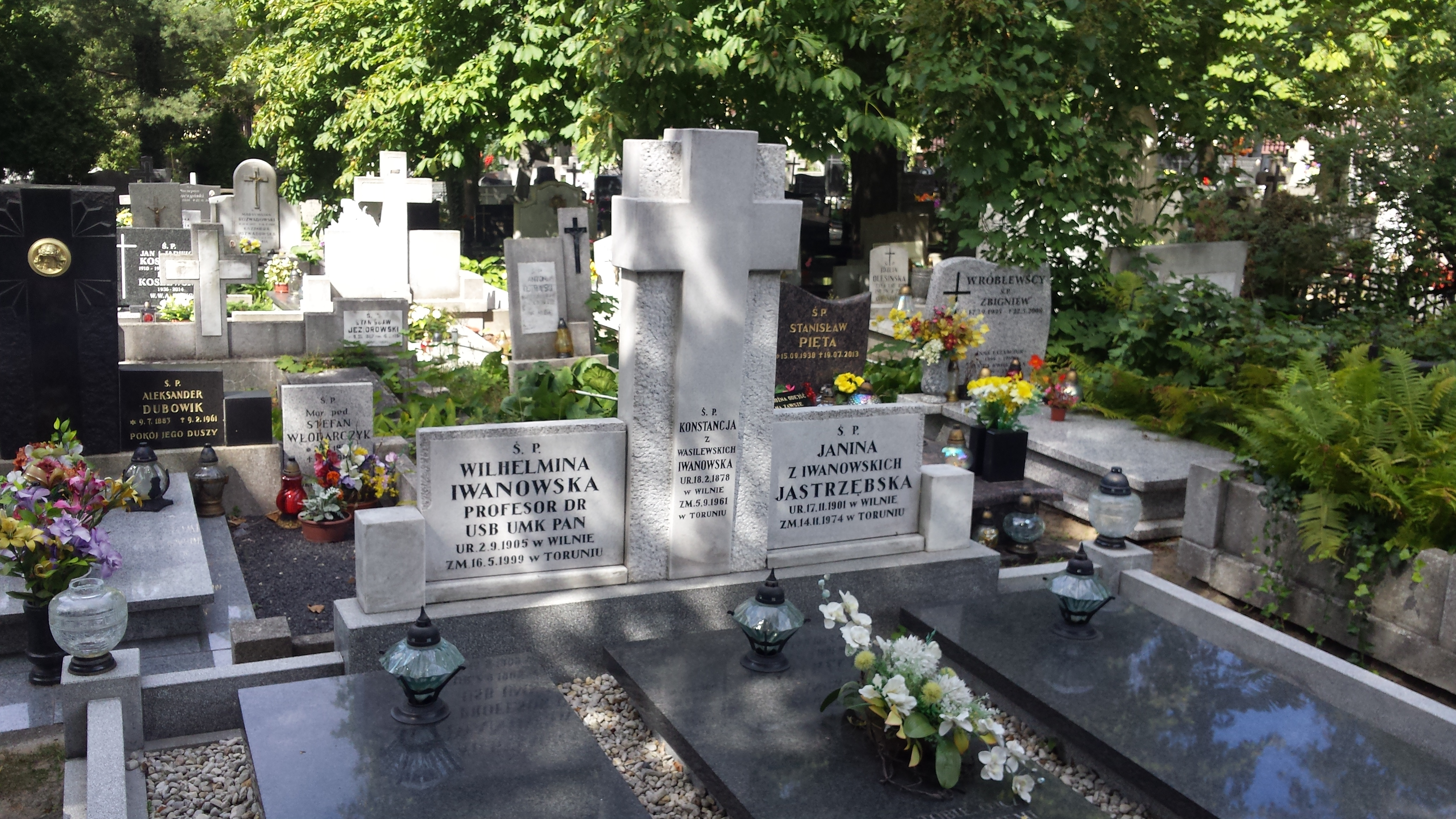
Das Grab von Wilhelmina Iwanowska auf dem Friedhof St. George

Iwanowska war Gastastronomin an vielen europäischen Observatorien und an mehreren in den Vereinigten Staaten. Sie war korrespondierendes Mitglied der Polnischen Akademie der Wissenschaften, Fellow der Royal Astronomical Society in London, Mitglied der Königlichen Gesellschaft der Wissenschaften von Lüttich (Société royale des sciences de Liège) und der Internationalen Astronomischen Union. Sie war Mitglied und Hauptdelegierte für Polen der Internationalen Astronomischen Union und Vorsitzende des Polnischen Nationalkomitees für Astronomie.
Iwanowska verstarb 1999 im Alter von 93 Jahren und wurde auf dem Friedhof von St. George in Toruń begraben.

## Veröffentlichungen (Auswahl)
- Astronomia współczesna. Państwowe Wydaw. Naukowe. Oddział, 1973,
- Obserwacje fotograficzne gwiazdy zmiennej RX Aurigae ; Photographic observations of the variable star RX Aurigae.
- Zakłady Graficzne "Znicz", 1933.
- Radioastronomia. Państwowe Wydaw. Naukowe, 1957.
- Obserwatorium Astronomiczne w Piwnicach. Urania, 1949.

## Ehrungen und Auszeichnungen
- Von 1973 bis 1979: Vizepräsidentin der Internationalen Astronomischen Union[4][5]
- Ehrendoktorwürde der University of Winnipeg
- Ehrendoktorwürde der University of Leicester
- Ehrendoktorwürde der Nikolaus-Kopernikus-Universität Thorn
- 1995: Verleihung des Großen Kreuzes des Ordens Polonia Restituta
- 1973 Ehrenmitglied der Royal Astronomical Society of Canada
- 1973: Ehrenbürgerin von Winnipeg
- 1997: Ehrenbürgerin von Toruń[6]
- Verleihung des Päpstlichen Ordens Pro Ecclesia et Pontifice
- Der Asteroid (198820) Iwanowska ist zu ihrem Gedenken benannt.
- Eine Straße in Toruń im Stadtteil Podgórz wurde nach ihr benannt.
- Eine Grundschule in Pigża ist nach ihr benannt.
- Sie war die Taufpatin des Schiffes Uniwersytet Toruński.